# Prathersville (Misuri)
Prathersville es una villa ubicada en el condado de Clay, Misuri, Estados Unidos. Tiene una población estimada, a mediados de 2021, de 122 habitantes.

## Geografía
Está ubicada en las coordenadas 39°18′55″N 94°16′26″O / 39.31528, -94.27389. Según la Oficina del Censo de los Estados Unidos, tiene una superficie total de 5.83 km², correspondientes en su totalidad a tierra firme.

## Demografía
Según el censo de 2020, en ese momento había 121 personas residiendo en la zona. La densidad de población era de 20.75 hab./km². El 96.69% de los habitantes eran blancos y el 3.31% eran de una mezcla de razas. No había hispanos o latinos viviendo en el área.